# دانيال ماكنزي
دانيال ماكنزي (بالإنجليزية: Daniel McKenzie)‏ هو سائق سباق بريطاني، ولد في 24 أكتوبر 1988 في ريدنغ في المملكة المتحدة.

## وصلات خارجية
- الموقع الرسمي
- دانيال ماكنزي على موقع DriverDB.com (الإنجليزية)